# Massimo Ciavarro
Massimo Ciavarro (Roma, 7 novembre 1957) è un attore e produttore cinematografico italiano.

## Biografia
Rimasto orfano del padre Domenico a 14 anni, con due sorelle minori, cominciò a essere conosciuto negli anni settanta, specialmente al pubblico femminile, in qualità di protagonista di fotoromanzi per il settimanale Grand Hotel, notorietà che gli permise successivamente di partecipare in alcune commedie all'italiana, quali Sorbole... che romagnola (1976) di Alfredo Rizzo, Sapore di mare 2 - Un anno dopo (1983) di Bruno Cortini, Chewingum (1984) di Biagio Proietti, Grandi magazzini (1986) di Castellano e Pipolo, Fiori di zucca (1989) e Celluloide (1996) di Carlo Lizzani. La parte che viene chiamato a interpretare in questi film è più o meno sempre la stessa, ovvero quella del bel ragazzo che fa strage di cuori femminili.
Per un periodo è stato lontano dal mondo del cinema e si è dedicato a diverse imprese, ha fondato un'azienda agricola, che oggi non ha più, e si è dedicato al settore delle costruzioni, prima di tornare a dedicarsi alla carriera iniziale, sia come attore, sia come produttore cinematografico insieme con Eleonora Giorgi; i film da produttore: Uomini & donne, amori & bugie (2003) di Eleonora Giorgi, Agente matrimoniale (2007) di Christian Bisceglia e L'ultima estate (2008) di Eleonora Giorgi. Le ultime fiction interpretate da Ciavarro sono: Sei forte, maestro, Commesse 2 e Questa è la mia terra (2006), per la regia di Raffaele Mertes.
Stabilitosi a Roma, è anche docente di un corso di produzione cinematografica all'Università Luiss di Roma. Nel settembre 2008 è uno dei concorrenti della sesta edizione de L'isola dei famosi, condotta da Simona Ventura: durante la sua permanenza, l'attore ha accusato dei dolori addominali tali da richiedere l'assistenza del medico della produzione, il quale ha poi deciso di portarlo all'ospedale per accertamenti ai quali ha fatto seguito un intervento chirurgico. Nel marzo del 2010 ha partecipato alla fiction con Massimo Boldi, Barbara De Rossi ed Enzo Salvi Fratelli Benvenuti, nel ruolo di Angelo, il proprietario di una palestra. Nel 2013 partecipa come concorrente alla seconda edizione del reality Pechino Express, con il figlio Paolo: vengono eliminati nel corso dell'ottava puntata.
Nel 2015 dà alle stampe la sua autobiografia intitolata La forza di cambiare, scritta a quattro mani con la giornalista Susanna Mancinotti.

## Vita privata
È stato sposato con l'attrice Eleonora Giorgi e hanno avuto un figlio, Paolo Ciavarro.

## Filmografia

### Cinema
- Sorbole... che romagnola, regia di Alfredo Rizzo (1976)
- Sapore di mare 2 - Un anno dopo, regia di Bruno Cortini (1983)
- Vai alla grande, regia di Salvatore Samperi (1983)
- Giochi d'estate, regia di Bruno Cortini (1984)
- Chewingum, regia di Biagio Proietti (1984)
- Grandi magazzini, regia di Castellano e Pipolo (1986)
- Fiori di zucca, regia di Stefano Pomilia (1989)
- Celluloide, regia di Carlo Lizzani (1996)
- Liscio, regia di Claudio Antonini (2006)
- Nessuno si salva da solo, regia di Sergio Castellitto (2015)
- Poveri ma ricchissimi, regia di Fausto Brizzi (2017)
- Natale a 5 stelle, regia di Marco Risi (2018)

### Televisione
- Yesterday - Vacanze al mare, regia di Claudio Risi – miniserie TV (1985)
- Affari di famiglia, regia di Marcello Fondato – film TV (1986)
- Un'australiana a Roma, regia di Sergio Martino – film TV (1987)
- E non se ne vogliono andare!, regia di Giorgio Capitani – film TV (1988)
- E se poi se ne vanno?, regia di Giorgio Capitani – film TV (1989)
- Commesse – serie TV (1999)
- Provincia segreta 2 - I delitti della casa sul fiume – film TV (2000)
- Sei forte, maestro – serie TV (2000)
- Una donna per amico 3 – serie TV (2001)
- Valeria medico legale – serie TV (2000-2002)
- Terra nostra 2 - La speranza (Esperança) – serial TV (2002)
- Questa è la mia terra – serie TV (2006)
- Fratelli Benvenuti – serie TV (2010)
- Anna e i cinque – serie TV
- Che Dio ci aiuti – serie TV (2011)
- Come fai sbagli – serie TV (2016)
- Matrimoni e altre follie – serie TV (2016)
- Romolo + Giuly: La guerra mondiale italiana – serie TV (2018)

## Programmi televisivi
- Grand Hotel (1985)
- L'isola dei famosi (sesta edizione) (2008)
- Lasciami cantare! (2011)
- Pechino Express (seconda edizione) (2013)

## Nei media
- È citato nella canzone Il funkytarro degli Articolo 31 (dall'album Così com'è, 1996).
- Massimo Ciavarro è protagonista di una campagna goliardica promossa dallo Zoo di 105, nella quale l'attore è dato per disperso e ricercato in tutta Italia.